# バルビエ反応
バルビエ反応とは、ハロゲン化アルキルとカルボニル基の間でおこる有機反応である。主要な反応生成物は第二級もしくは第三級アルコール。カルボニル基はマグネシウム、アルミニウム、亜鉛、インジウム、スズもしくはその塩類の存在下では求電子剤として働く。バルビエ反応はグリニャール反応と類似しているが、重要な違いとしてはバルビエ反応はワンポット合成であるがグリニャール反応はカルボニル化合物を加える前にグリニャール試薬を別途合成する必要があるという点が挙げられる。バルビエ反応は通常、相対的に安価で水と反応しない金属もしくは金属化合物によって引き起こされる求核付加反応であり、それは水に敏感で扱いの難しいグリニャール試薬やアルキルリチウムを用いる反応とは対照的である。そのため、バルビエ反応は多くの場合においてグリーンケミストリーの要件の一つとなる水溶媒中での反応の進行をさせることができる。バルビエ反応の名はヴィクトル・グリニャールの指導教授であったフィリップ・バルビエールに由来する。

## 反応
バルビエ反応の例としては、水溶媒中、金属亜鉛存在下でのプロパルギルブロミドとブタナールの反応が挙げられる。
ヨウ化サマリウム(II)を用いた分子内バルビエ反応
THF中、インジウム粉末存在下でのホルムアルデヒドと臭化アリルの反応
水溶媒中、亜鉛粉末存在下でのベンズアルデヒドと臭化アリルの反応